# Consell General del Mayenne

Logo actual del Consell General de la Mayenne

El Consell General del Mayenne és l'assemblea deliberant executiva del departament francès del Mayenne a la regió de País del Loira. La seva seu es troba a Laval. Des de 1992, el president és Jean Arthuis (Aliança Centrista).

## Antics presidents del Consell
- 1992 - : Jean Arthuis (UDF, després AC)
- René Ballayer de 1973 a 1992
- Francis Le Basser de 1946 a 1973
- Jean Chaulin-Servinière de 1934 a 1944.
- Eugène Jamin de 1924 a 1933
- Gustave Denis de 1884 a 1886, 1888 a 1889, 1891 a 1924

## Composició
El març de 2011 el Consell General de Mayenne era constituït per 32 elegits pels 32 cantons del Mayenne.
| Partit                        | Sigles | Electes |
| ----------------------------- | ------ | ------- |
| Oposició (18 escons)          |        |         |
| Partit Socialista             | PS     | 2       |
| Divers gauche                 | PCF    | 3       |
| Europa Ecologia-Les Verts     | EE-LV  | 1       |
| Divers gauche                 | DVG    | 2       |
| Majoria (26 escons)           |        |         |
| Unió pel Moviment Popular     | UMP    | 5       |
| Aliança Centrista             | AC     | 5       |
| Divers Droite                 | DVD    | 15      |
| Debout la République          | DLR    | 1       |
| President del Consell General |        |         |
| Jean Arthuis (AC)             |        |         |